# Amazona agilis
L'amazzone becconero (Amazona agilis Linnaeus, 1758) è un uccello della famiglia degli Psittacidi.
Affine all'amazzone beccogiallo, ma caratterizzata dal becco color antracite, come le zampe, questa amazzone di taglia ridotta, 25 cm, ha piumaggio generale verde, con un segno bluastro sulla fronte e una evidente banda alare blu intenso.
Presenta un evidente dimorfismo sessuale perché il maschio ha sull'ala un segno rosso di cui la femmina è priva.
Rarissima, è localizzata esclusivamente nelle foreste delle John Crown Mountains in Giamaica.